# Шищенко Сергій Юрійович
Сергій Юрійович Шищенко (нар. 13 січня 1976 року, с.Сіряки Дергачівського району Харківської області) — український футболіст та футбольний тренер. У минулому — нападник низки українських футбольних клубів та національної збірної України, найкращий бомбардир чемпіонату України 2001/02. Завершив кар'єру гравця наприкінці 2009 року. Після завершення активної кар'єри гравця став футбольним тренером. Головний тренер чернівецької «Буковини» з червня 2025 року.

## Життєпис

### Клубна кар'єра
Більшу частину своєї кар'єри провів у донецькому «Металурзі». А також у різних клубах українського футболу, зокрема в таких як: «Металіст» (Харків), «Шахтар» (Донецьк), «Чорноморець» (Одеса), «Металург» (Запоріжжя) та «Кривбас» (Кривий Ріг). Був в оренді в «Ниві» (Тернопіль) та «Іллічівці» (Маріуполь).
На клубному рівні виступав під керівництвом таких відомих тренерів як: Мирон Маркевич, В'ячеслав Грозний, Микола Павлов, Валерій Яремченко, Семен Альтман, Ніколай Костов і Олександр Севідов.

#### «Металіст»
Пройшовши школу харківського «Олімпіка», на 17 річного Сергія звернув увагу тренерський штаб харківського «Металіста», із яким у 1993 році він підписав свій перший професіональний контракт, що дозволив йому 20 червня того ж року дебютувати у Вищій лізі України.
Провівши один сезон у складі «жовто-синіх» (28 матчів і 2 забитих голи), Сергій Шищенко за своє вміння гостро і холоднокровно створювати гольові моменти привернув до себе увагу багатьох селекціонерів країни, незважаючи на зовсім молодий вік.

#### «Шахтар»
Цими селекціонерами стали представники донецького «Шахтаря», із яким Сергій у сезоні 1994/1995 підписав контракт, і під керівництвом Валерія Яремченка дебютував у його команді. Провівши 9 матчів (1 гол) у чемпіонаті і 3 матчі в Кубку України, Шищенко поїхав в оренду в тернопільську «Ниву», причиною цього рішення була відставка головного тренера.
І тільки з поверненням Валерія Яремченка, Сергій провів повноцінний сезон у складі «гірників» (14 матчів у чемпіонаті, 3 матчі в кубку і 3 в єврокубку). За роки, які Шищенко провів у Донецьку, він став володарем двох кубків України та срібним призером чемпіонату країни.

Сергій у складі «Металурга»

#### «Металург» (Донецьк)
У 1999 році Семен Йосипович Альтман запросив 23-річного Сергія до складу донецького «Металурга», де в першому дебютному сезонні у складі «металургів» Шищенко забив 8 голів у 25 матчах чемпіонату України, що дозволило йому надовго закріпитися в основному складі.
Співпраця і повне розуміння з головним тренером плюс уміння і наполегливість Сергія дозволили йому отримати звання найкращого бомбардира чемпіонату України сезону 2001/02, а його команда двічі поспіль ставала бронзовим призером чемпіонату країни. Після оренди в маріупольський «Іллічівець», де Сергій провів непоганий рік у складі «приазовців», відігравши 25 матчів (5 голів) у чемпіонаті, 2 матчі в кубку і 4 матчі в кубку УЄФА, повернувся до складу «металургів», де отримав місце в основному складі й разом з командою у третій раз став бронзовим призером чемпіонату України.
Наступного сезону Сергій, уже під керівництвом Олександра Севідова, провів 25 матчів (19 матчів (8 голів) у чемпіонаті, 2 матчі в кубку України і 4 матчі (3 голи) в кубку УЄФА), після чого залишив склад донецької команди, перейшовши в «Металург» (Запоріжжя).

#### «Чорноморець»
У 2006 році добре знайомий тренер для Сергія Шищенко Семен Альтман запросив його до складу одеського «Чорноморця». І хоча Семен Йосипович незабаром і пішов у відставку, але Сергій провів два повноцінних сезони у складі «моряків». Вийшовши загалом 67 разів на футбольне поле (4 матчі (1 гол) в кубку УЄФА, 4 матчі в кубку Інтертото, 5 матчів у кубку України та інші в чемпіонаті країни, відзначившись при цьому 4 рази у ворота суперника).
У 32-річному віці Сергій Юрійович вирішив повернутися до складу вже рідного «Металурга», де після двох сезонів завершив кар'єру футболіста.

Сергій у складі збірної

### Кар'єра у збірній
За збірну України зіграв 14 матчів і відзначився одним голом.
Дебют відбувся 15 серпня 2001 року в товариському матчі зі збірною Латвії, а незабаром і у відбірковому матчі до чемпіонату світу 2002 проти збірної Вірменії. У тому відбірковому циклі Сергій разом зі збірною під керівництвом Валерія Лобановського посіли друге місце в турнірній таблиці й вийшли у плей-оф, де за сумою двох матчів поступилися збірній Німеччини. Після цього викликався на товариські матчі перед відбором на чемпіонат Європи 2004, але вже під керівництвом Леоніда Буряка, а після відставки Леоніда Йосиповича, Сергія ще декілька разів викликав Олег Блохін.
Також 1996 року провів 4 матчі за молодіжну збірну України, де також відзначився одним голом, а до того грав за юнацьку збірну України U-18.
2018 році виступав в складі ветеранської національної збірної України.

### Тренерська кар'єра
У січні 2010 року став головним тренером дубля донецького «Металурга» (у грудні 2012 року отримав тренерську ліцензію PRO), де пропрацював до 2015 року, після чого перейшов на аналогічну посаду у «Сталь» (Кам'янське). Під його керівництвом дублери «металургів» протягом п'яти років у різний час займали із 6 по 11 місце в турнірній таблиці. А з приходом Шищенка у склад «сталеварів», молодіжний склад після завершення сезону посів 4 сходинку в молодіжному чемпіонаті України.
Після року керування дублерами «Сталі», на початку літа Олександр Севідов запросив Сергія Юрійовича у свій тренерський штаб маріупольського «Іллічівця». Але співпраця тривала недовго, оскільки Сергію телефонував спортивний директор «Буковини» й запросив його на посаду головного тренера. Після розмови з президентом клубу Сергієм Гринюком, 30 червня 2016 року Шищенко став головним тренером чернівецької «Буковини». Наприкінці грудня того ж року подав у відставку. Команда під його керівництвом зіграла 20 офіційних матчів (5 перемог, 4 нічиї та 11 поразок).
У січні 2017 року став головним тренером юнацької команди донецького «Шахтаря». У травні 2018 року був звільнений від займаної посади, за цей період юнацька команда під його керівництвом здобула бронзові нагороди в юнацькому U-19 чемпіонаті України 2016/17 та посіла 3-е місце на груповому етапі юнацької Ліги Чемпіонів в сезоні 2017/18.
У грудні 2018 року очолив МФК «Миколаїв», який виступав у першій українській лізі. У цьому клубі він пропрацював до середини жовтня 2019 року, а команда в підсумку під його орудою провела 27 офіційних матчів (10 перемог, 7 нічиїх та 10 поразок).
У сезоні 2020/21 тренував житомирський клуб «Полісся», який під його керівництвом зіграв 33 офіційних матчів (11 перемог, 8 нічиїх і 14 поразок). Після закінчення терміну контракту, керівництво запропонувало фахівцю продовжити роботу в структурі клубу і надалі Шищенко відповідав за селекцію, контролюватиме діяльність клубної Академії та очолив юнацьку команду U-19.
У вересні 2023 року Шищенко очолив друголіговий «Звягель». «Звягель» під його керівництвом йшов на першій позиції, але ще до завершення сезону у березні 2024 року повернувся до «Полісся», ставши в.о. головного тренера. За підсумками сезону 2023/24 посів з командою 5 місце, набравши 17 очок у заключних 8 турах, в тому числі обігравши чемпіона країни «Шахтар» у останній грі (2:0), завдяки чому житомиряни кваліфікувались до Ліги конференцій, після чого покинув посаду, але залишившись у структурі клубу.
5 вересня 2024 року очолив столичну «Оболонь», яка посідала останнє місце у таблиці з одним очком.

## Титули та досягнення

### Командні
- Володар Кубка України (2): 1994/95, 1996/97
- Фіналіст Кубка України (1): 2005/06
- Срібний призер чемпіонату України (1): 1996/97
- Бронзовий призер чемпіонату України (3): 2001/02, 2002/03, 2004/05

### Індивідуальні
- Найкращий бомбардир чемпіонату України (1): 2001/02
- Найкращий бомбардир в історії донецького «Металурга»
- У списку найкращих футболістів року в Україні (7): 2001, 2002, 2003, 2004, 2005, 2007, 2008
- У списку 33 найкращих футболістів України (4):
  - Найкращий лівий півзахисник чемпіонату України (2): 2001, 2002
  - Другий кращий лівий півзахисник чемпіонату України (1): 2005
  - Третій кращий нападник чемпіонату України (1): 2003
- Перший гравець, який забив 2 хет-трика в двох матчах поспіль: 2005 рік (наразі єдиний, якому вдалося це зробити)
- Член символічного клубу Олександра Чижевського: 363 матча
- Член символічного клубу Сергія Реброва: 54 гола
- Провів понад 450 офіційних матчів у складі українських команд за роки незалежності

### Нагороди
- Медаль «За працю і звитягу»: 2006 рік[13]

## Статистика

### Факти
- У Вищій/Прем'єр лізі України провів 363 матчі, забив 54 голи.
- У Кубку України провів 44 матчі, забив 8 голів.
- У Єврокубках провів 21 матч, забив 5 голів.

### Клубна кар'єра
| Клуб                     | Сезон                    | Чемпіонат | Чемпіонат | Кубок | Кубок | Єврокубки | Єврокубки |
| Клуб                     | Сезон                    | Матчі     | Голи      | Матчі | Голи  | Матчі     | Голи      |
| ------------------------ | ------------------------ | --------- | --------- | ----- | ----- | --------- | --------- |
| Олімпік (Харків)         | 1992 (перех.ліга)        | 18        | 6         | -     | -     | -         | -         |
| Металіст (Харків)        | 1992/93                  | 1         | 0         | -     | -     | -         | -         |
| Металіст (Харків)        | 1993/94                  | 27        | 2         | -     | -     | -         | -         |
| Металіст (Харків)        | Загалом                  | 28        | 2         | -     | -     | -         | -         |
| Шахтар (Донецьк)         | 1994/95                  | 9         | 1         | 3     | 0     | -         | -         |
| Нива (Тернопіль)         | 1995/96                  | 28        | 3         | 3     | 1     | -         | -         |
| Шахтар (Донецьк)         | 1996/97                  | 14        | 0         | 3     | 1     | 3         | 0         |
| Кривбас (Кривий Ріг)     | 1997/98                  | 21        | 2         | 8     | 2     | -         | -         |
| Балтика (Калінінград)    | 1998                     | 8         | 0         | -     | -     | -         | -         |
| Металург (Запоріжжя)     | 1998/99                  | 10        | 1         | -     | -     | -         | -         |
| Металург (Донецьк)       | 1999/00                  | 25        | 8         | -     | -     | -         | -         |
| Металург (Донецьк)       | 2000/01                  | 26        | 0         | 3     | 0     | -         | -         |
| Металург (Донецьк)       | 2001/02                  | 24        | 12        | 6     | 2     | -         | -         |
| Металург (Донецьк)       | 2002/03                  | 13        | 0         | -     | -     | -         | -         |
| Металург (Донецьк)       | 2003/04                  | 14        | 4         | 3     | 1     | 2         | 1         |
| Металург (Донецьк)       | Загалом                  | 102       | 24        | 12    | 3     | 2         | 1         |
| Іллічівець (Маріуполь)   | 2003/04                  | 11        | 4         | -     | -     | -         | -         |
| Іллічівець (Маріуполь)   | 2004/05                  | 14        | 1         | 2     | 1     | 4         | 0         |
| Іллічівець (Маріуполь)   | Загалом                  | 25        | 5         | 2     | 1     | 4         | 0         |
| Металург (Донецьк)       | 2004/05                  | 14        | 1         | -     | -     | -         | -         |
| Металург (Донецьк)       | 2005/06                  | 19        | 8         | 2     | 0     | 4         | 3         |
| Металург (Донецьк)       | Загалом                  | 33        | 9         | 2     | 0     | 4         | 3         |
| Металург (Запоріжжя)     | 2005/06                  | 8         | 1         | 2     | 0     | -         | -         |
| Чорноморець (Одеса)      | 2006/07                  | 27        | 3         | -     | -     | 4         | 1         |
| Чорноморець (Одеса)      | 2007/08                  | 27        | 1         | 5     | 0     | 4         | 0         |
| Чорноморець (Одеса)      | Загалом                  | 54        | 4         | 5     | 0     | 8         | 1         |
| Металург (Донецьк)       | 2008/09                  | 21        | 1         | 2     | 0     | -         | -         |
| Металург (Донецьк)       | 2009/10                  | 10        | 1         | 2     | 0     | -         | -         |
| Металург (Донецьк)       | Загалом                  | 31        | 2         | 4     | 0     | -         | -         |
| Загалом (Вища ліга)      | Загалом (Вища ліга)      | 363       | 54        | 42    | 8     | 21        | 5         |
| Загалом (Вища ліга)      | Загалом (Вища ліга)      | 8         | 0         | -     | -     | -         | -         |
| Загалом (Друга ліга)     | Загалом (Друга ліга)     | 9         | 2         | -     | -     | -         | -         |
| Загалом (Перехідна ліга) | Загалом (Перехідна ліга) | 18        | 6         | -     | -     | -         | -         |
| Загалом за кар'єру       | Загалом за кар'єру       | 398       | 62        | 44    | 8     | 21        | 5         |

### Національна збірна
| Україна | 2001   | 5  | - |
| Україна | 2002   | 5  | 1 |
| Україна | 2004   | 1  | - |
| Україна | 2005   | 3  | - |
| Всього  | Всього | 14 | 1 |